# 成就寺 (岡山市)
成就寺（じょうじゅじ）は、岡山県岡山市北区建部町富沢にある日蓮宗の寺院。天平勝宝年間に報恩大師により開基されたと伝わる、備前四十八か寺の一つ。旧本山は京都妙覚寺、奠師法縁。

## 三重塔
明和3年（1766年）に火災で三重塔が焼失し、ちょうど40年後の文化3年（1806年）初重を組上、文化5年（1808年）に上棟した。棟札により建立年代と工匠がともに明確で、19世紀初を代表する三重塔のひとつである。2010年（平成22年）7月27日、岡山市指定重要文化財に指定された。

## 木造金剛力士像
二躯。鎌倉時代に慶派仏師によって製作されたとみられる。明和3年の火災も免れたこの像は仏師長谷川隆鳳によって修復が行われ、1994年（平成6年）4月5日岡山県指定重要文化財に指定された。

## 旧末寺
日蓮宗は1941年（昭和16年）に本末を解体したため、現在では、旧本山、旧末寺と呼びならわしている。
- 池本山孝徳寺（岡山市北区建部町品田）
- 法住山妙浄寺（岡山市北区建部町建部上）